# Ecitoxenidia
Ecitoxenidia (лат.) — род мирмекофильных жуков-стафилинид из подсемейства Aleocharinae. Северная Америка. 5 видов.
Мелкие коротконадкрылые жуки. Пронотум килевидный. Число члеников лапок на передней, средней и задней парах ног соответственно равно 4-5-5 (формула лапок). Ассоциированы с кочевыми муравьями рода Neivamyrmex из подсемейства Ecitoninae. Род был впервые выделен в 1909 году энтомологом Эрихом Васманном (Erich Wasmann; 1859—1931).
- Ecitoxenidia alabamae Seevers 1959
- Ecitoxenidia ashei Kistner in Kistner, Ashe and Jacobson, 1996
- Ecitoxenidia brevicornis Seevers 1959
- Ecitoxenidia brevipes (Brues 1902)
- Ecitoxenidia longicornis (Borgmeier 1949)